# Hedonizam
Hedonizam (grč. hēdonē = užitak) u općenitome smislu označuje težnju k ostvarenju užitka. U užem smislu, hedonizam je etički nauk koji, kao podvrsta eudaimonizma, užitak smatra vrhovnim dobrom i ciljem ljudskog djelovanja. Pritom se užitak može odrediti vrlo različito: kao osjetilni, kao duhovni, ili oboje. Ugoda je najviše dobro, a svako bi djelovanje trebalo težiti što većem povećanju ugode (ne nužno djelatnikove). 
Prvi je teoretičar hedonizma bio Aristip iz Kirene, Sokratov učenik i utemeljitelj kirenske filozofske škole. Razvijajući Sokratovu temu dobra, Aristip je dobro odredio kao užitak. Čovjeku pripada samo ono što je sadašnje te stoga treba uživati od danas do sutra, jer je nada u neko buduće dobro uvijek povezana s nemirom uzrokovanim neizvjesnošću sudbine. Bitno je da mudrac dominira užitkom, a ne obratno. 
Pojam užitka ključan je element i u filozofiji Epikura i Epikurove filozofske škole. No dok filozofi kirenske škole prednost daju užicima kakvi su radost i veselje, Epikur je smatrao da užitak čine stanja kakva su sloboda od straha i požuda i odsutnost boli. Prema Epikuru, ljudsko djelovanje treba biti upravljeno postizanju nepomućenosti duha (ataraksije).
U čitavoj su povijesti filozofi kritizirali nauk hedonizma. Među najvećim mu je protivnicima Kant, prema kojemu se moral ne može povezati s užitkom ili zadovoljstvom. U modernoj filozofiji nisu se mogle zaobići psihologijske teorije koje u užitku vide odlučujući čimbenik motivacije. Tako primjerice Marcuse – zadržavajući ipak kritički odmak – priznaje da vrijednosti hedonizma imaju svoje mjesto u harmoničnom razvoju osobe.

## Vanjske poveznice
- (engl.) O hedonizmu (Stanford Encyclopedia of Philosophy)